# Obchodní dům Prior (Olomouc)
Obchodní dům Prior byla kontroverzní stavba ve stylu tzv. brutalismu v historickém centru města Olomouce. Postavena byla v letech 1972–1982 podle návrhu brněnského architekta Jana Melichara, do té doby na jeho místě stál obchodní dům ASO. Roku 2012 prošel obchodní dům zásadní přestavbou a změnil název na Galerii Moritz.

## Popis
Budova bývalého obchodního domu Prior je situována ve středu městské památkové rezervace, na území s prokázaným osídlením už od mladší doby kamenné. Při archeologickém průzkumu staveniště byly nalezeny mimo jiné základy románské rotundy a výjimečně dobře dochované základy románského zděného domu – hypotetické pozůstatky velmožského dvorce nejspíše z 11. století.
Jednalo se o čtyřpatrovou členěnou budovu s celkovou prodejní plochou 5000 m². Fasáda byla částečně prosklená (pohledově exponovaný roh ulic 8. května a 28. října), částečně tvořena typicky brutalistní šedou břízolitovou geometrizovanou fasádou s minimem oken. Přízemí zachovávalo historickou uliční čáru, další patra ji překračovala přibližně o 2,5 metru. Stavba měla dvouúrovňovou plochou střechu, byla klimatizovaná a vybavená eskalátory. Fasádu do ulice 28. října zdobil v přízemí keramický reliéf od Vratislava Varmuži.
S obchodním domem přímo sousedil mimo jiné národní kulturní památka kostel svatého Mořice, Národní dům, zadní trakt Edelmannova paláce a barokní Merkurova kašna. Stavbě proto bývala obvykle vytýkána necitlivost vůči cenné okolní historické zástavbě i nevhodnost jejího umístění vzhledem k její komplikované dopravní obslužnosti (zásobování probíhalo od strany Mořického náměstí, které tím bylo výrazně degradováno).

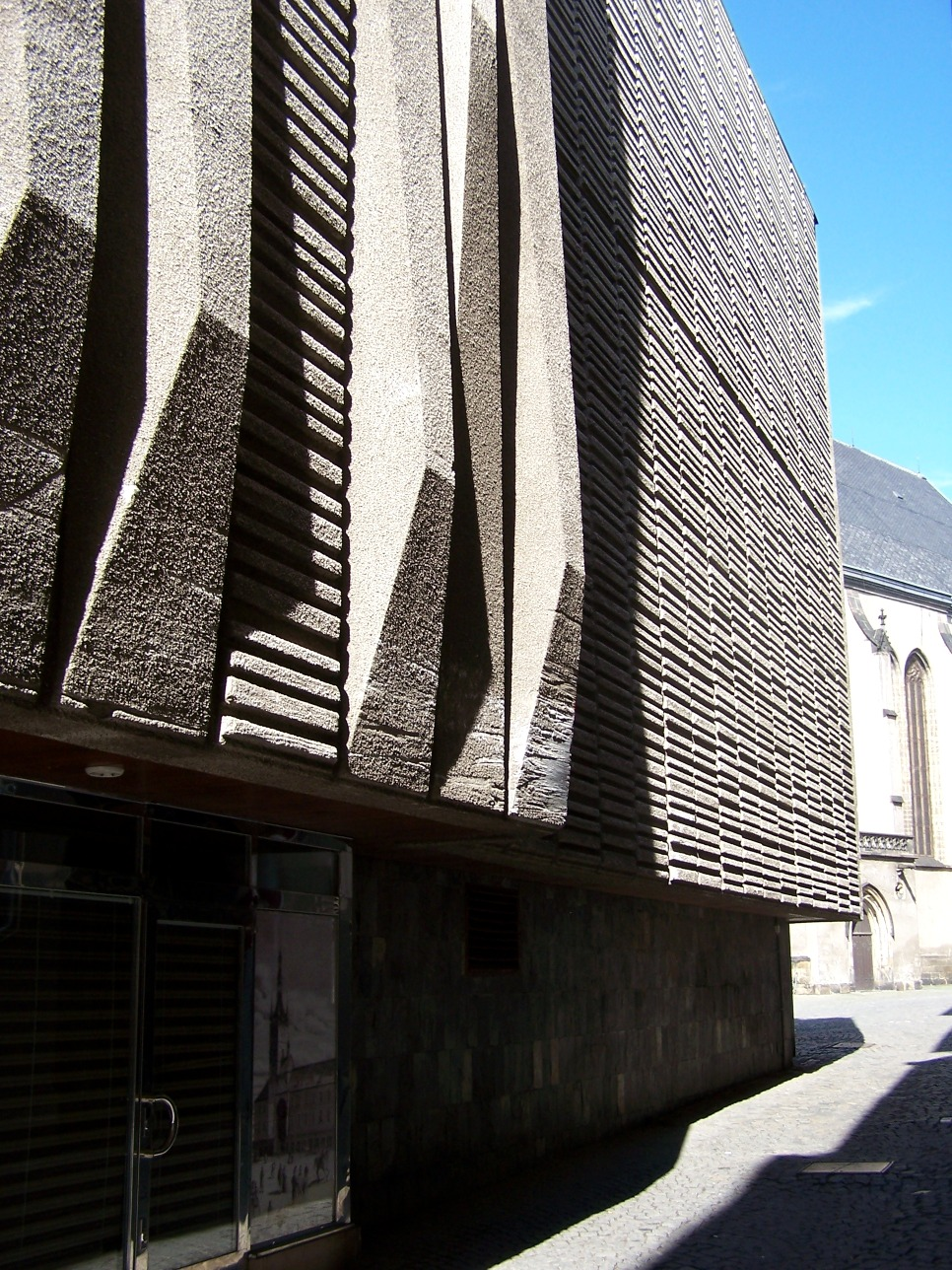
Původní fasáda v Úzké ulici
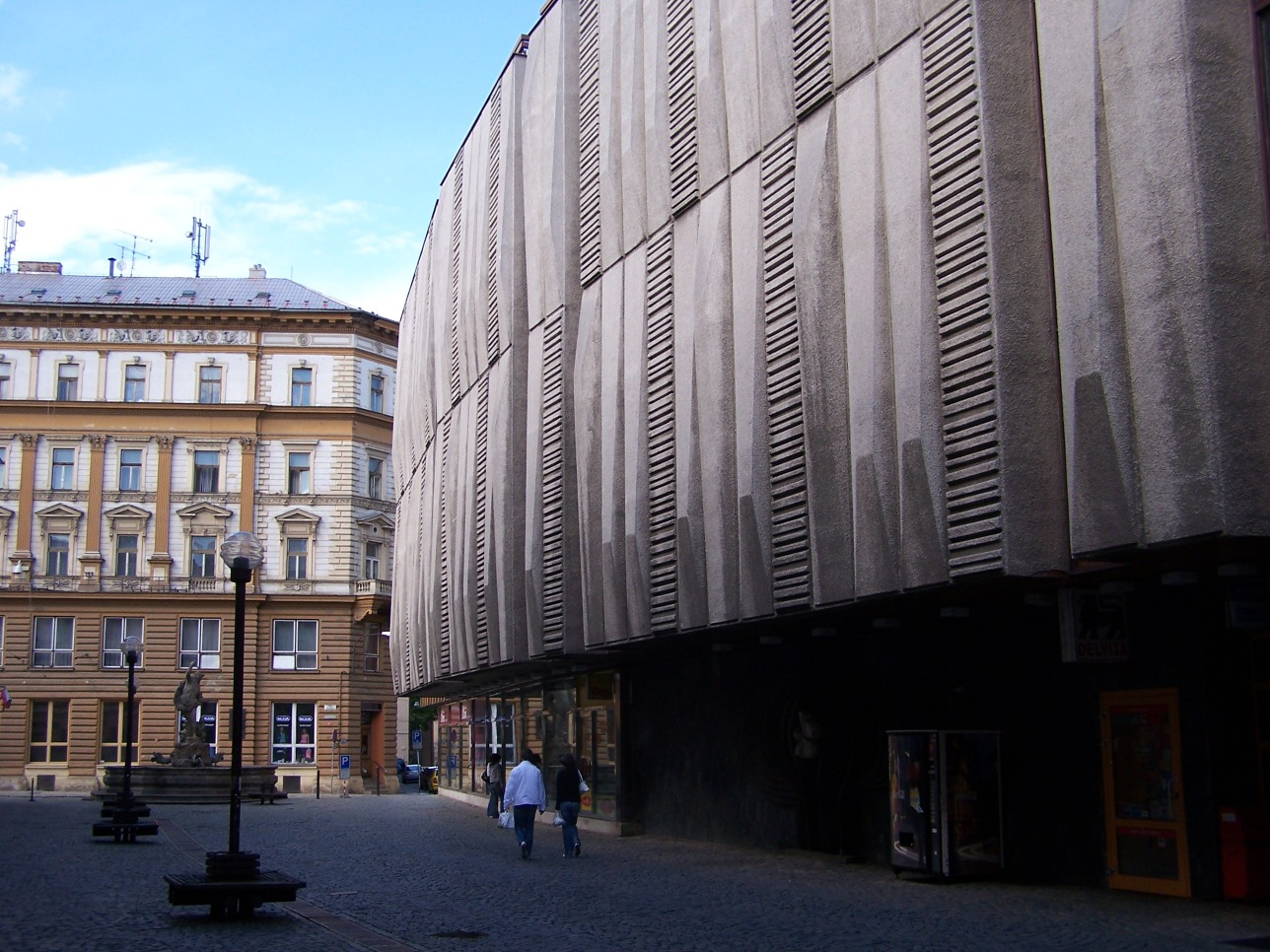
Původní fasáda v ulici 28. října
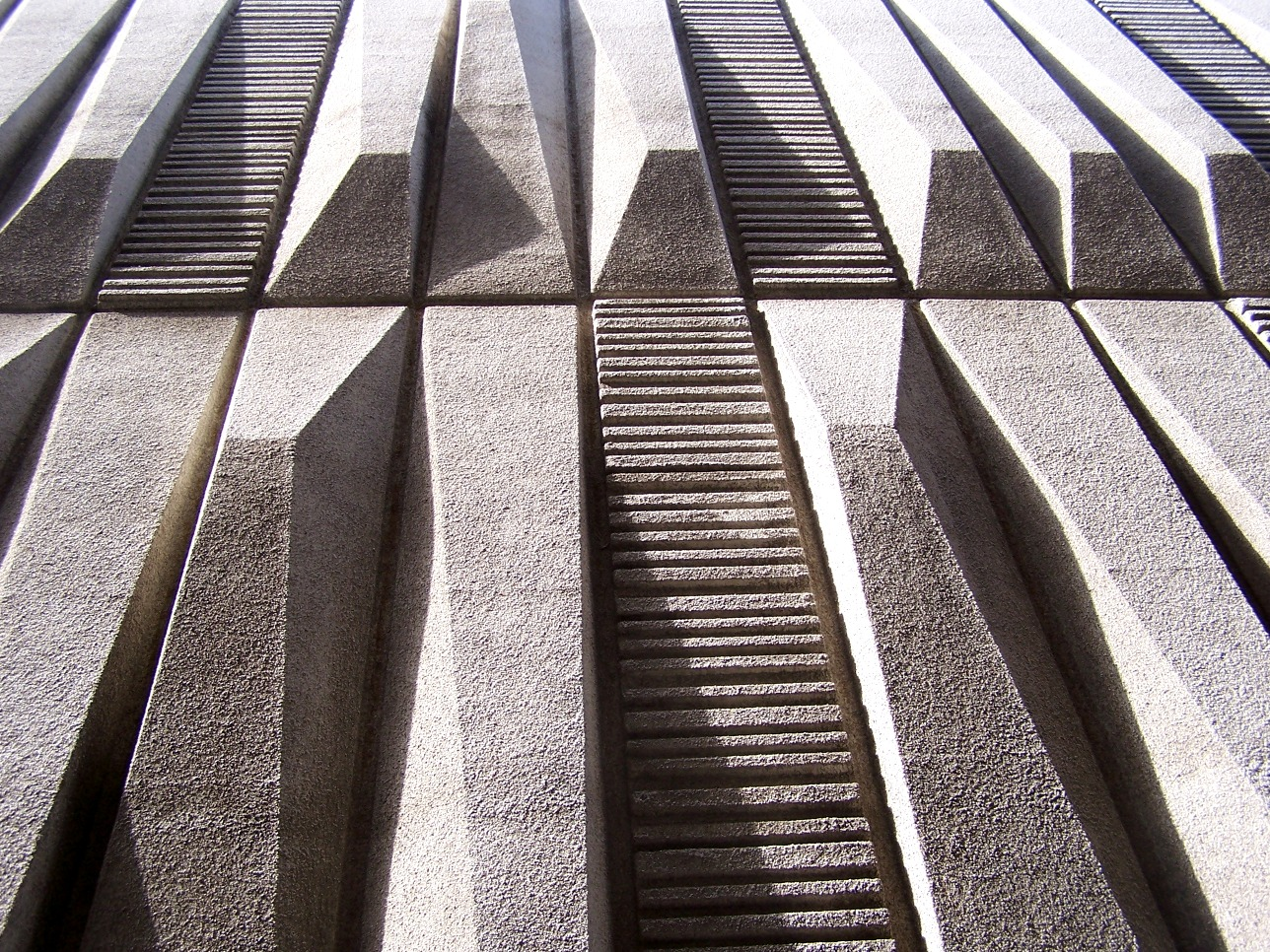
Původní reliéfní členění fasády
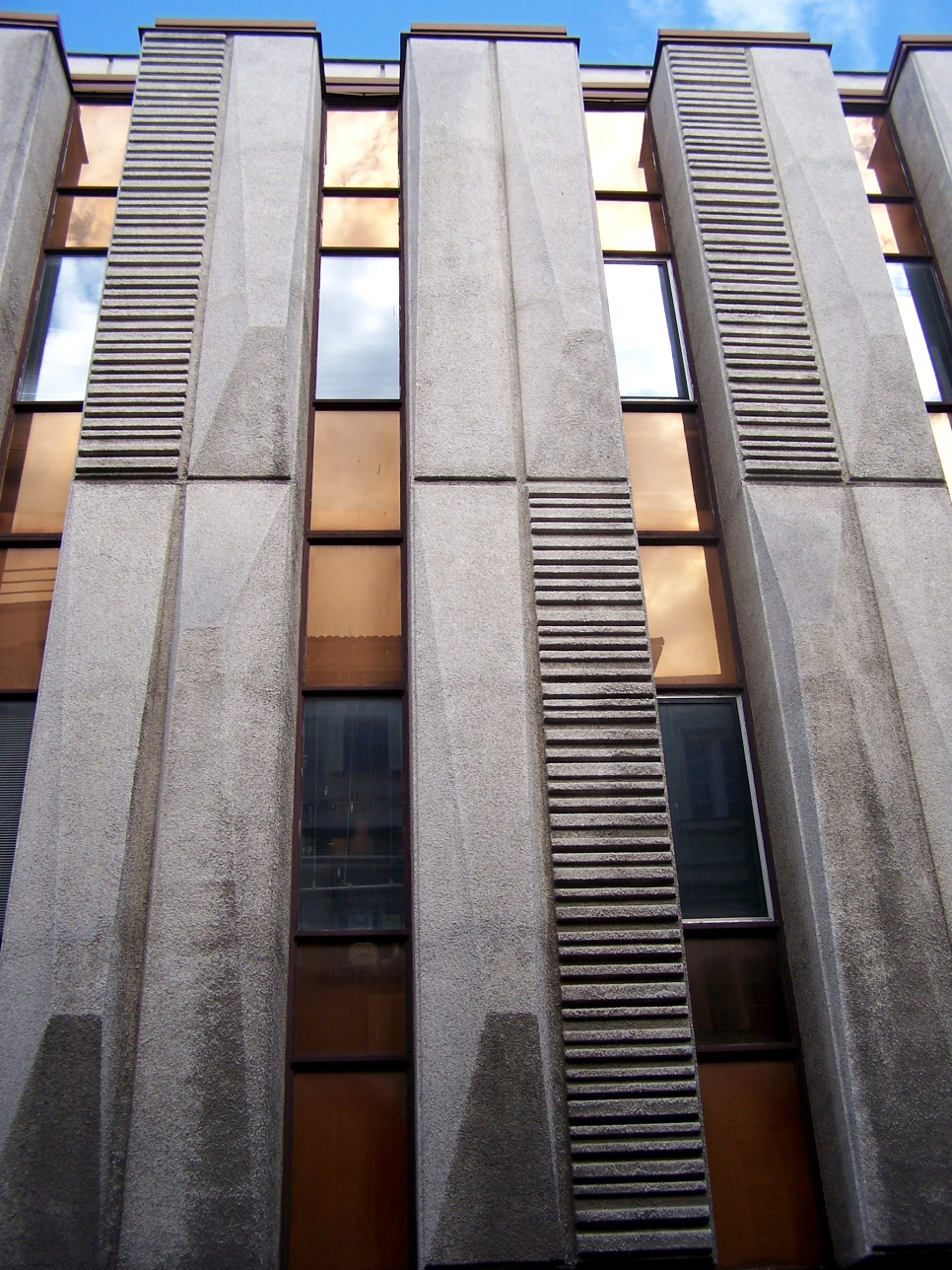
Původní úzké pruhy oken
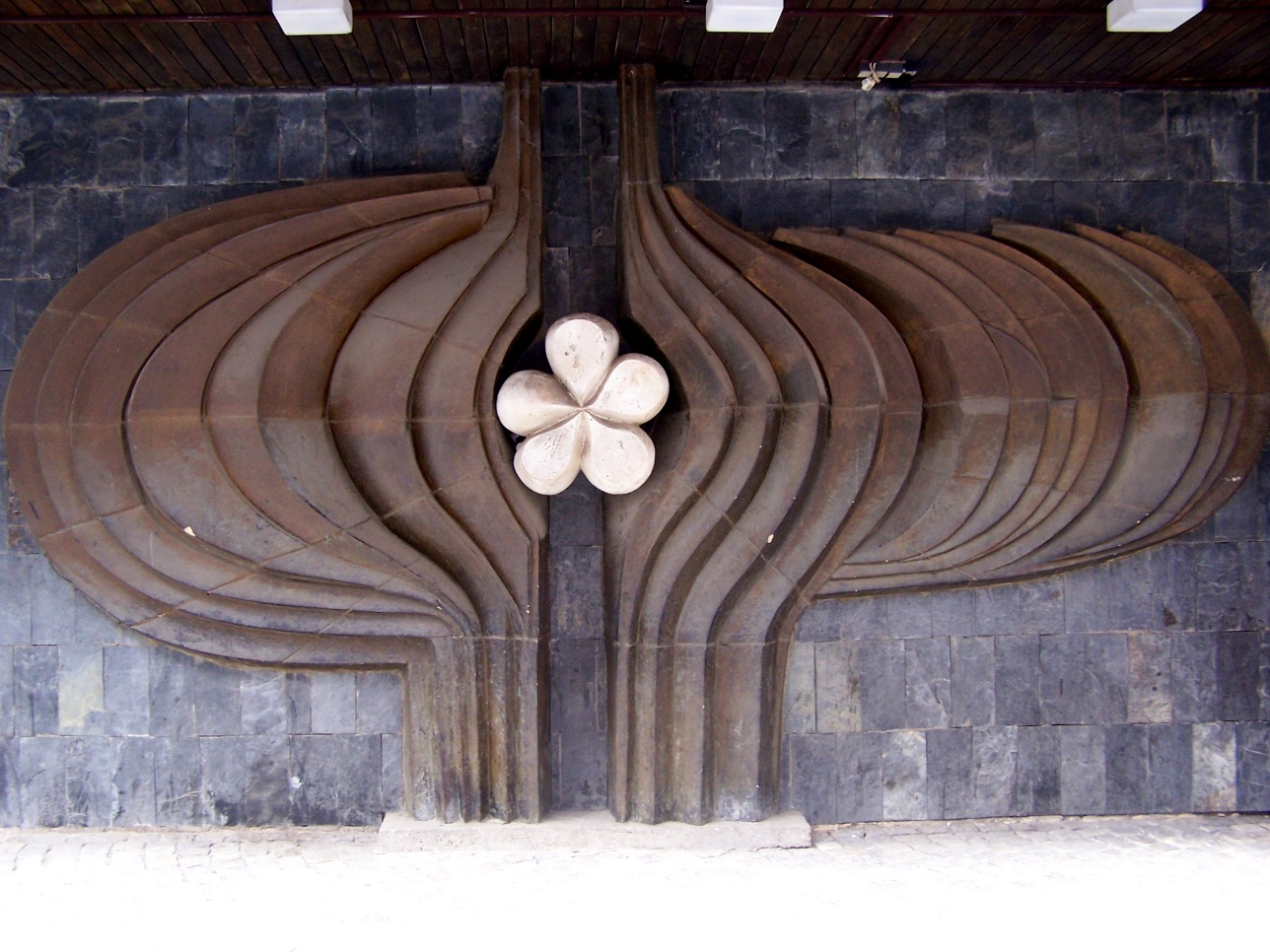
Dřívější keramický výtvarný prvek s motivem květiny

## Historie
První etapa stavby obchodního domu byla roku 1972 zahájena demolicí stávajících historických objektů. V létě 1973 probíhal na tehdejším Mořickém náměstí archeologický výzkum, který ale byl za dramatických okolností na politický nátlak předčasně ukončen. Dva studenti pracující na vykopávkách se pro dokončení výzkumu pokusili získat podporu veřejnosti prostřednictvím petice, po jejich zadržení byl vedoucí archeologického průzkumu a iniciátor petice Josef Bláha následně odsouzen za přečin proti veřejnému pořádku.
První, severní část obchodního komplexu byla otevřena v roce 1976. Archeologický průzkum lokality byl nakonec obnoven v letech 1978 a 1979, poté až do roku 1982 proběhla druhá etapa stavby obchodního domu. Slavnostní otevření Prioru se uskutečnilo 15. listopadu 1982.

## Rekonstrukce
Vlastník obchodního domu CL Trade uskutečnil od jara roku 2010 do roku 2012 celkovou rekonstrukci budovy s tím, že kompletní přestavby se dočkal vnější plášť, stejně tak i vnitřní prostory a blízké okolí. Nový vzhled popsal architekt projektu Miloslav Pospíšil: „Na fasádu chceme použít sklo, pohledový beton a také zeleň, která by měla růst po ocelové konstrukci“. Zrenovovaná budova již nenese logo Prioru, ale je přejmenována na Galerii Moritz podle blízkého kostela svatého Mořice.

## Filmové záznamy
Obchodní dům Prior a okolnosti jeho vzniku se objevily ve snímku Ve jménu ďábelské hvězdy: Archeologie nejstaršího osídlení lokality (režie Milan Klimeš, barevný film, 16 min.), který byl natočen již v roce 1977. Prezentován 19. dubna 2008 na festivalu Academia Film Olomouc.